# Pristimantis waoranii
Pristimantis waoranii är en groddjursart som först beskrevs av McCracken, Forstner och Dixon 2007.  Pristimantis waoranii ingår i släktet Pristimantis och familjen Strabomantidae. IUCN kategoriserar arten globalt som otillräckligt studerad. Inga underarter finns listade i Catalogue of Life.